# Gonioctena pallida
Gonioctena pallida är en skalbaggsart som först beskrevs av Carl von Linné 1758.  Gonioctena pallida ingår i släktet Gonioctena, och familjen bladbaggar. Arten är reproducerande i Sverige.